# 巴拉曼萨
巴拉曼萨是巴西里约热内卢州的一座城市。人口175328，面积547平方千米（2005年）。

## 历史
1832年10月3日，巴拉曼萨建立。

## 友好城市
- 中国安徽蚌埠市